# Ioana Ginghină
Ioana Ginghină (n. 21 septembrie 1977, Copșa Mică, Sibiu, România) este actriță română de film, televiziune, scenă și voce.
A absolvit Academia de Arte "Luceafărul" , cu licența la Universitatea Națională de Artă Teatrală și Cinematografică "I.L.Caragiale" (2000) apoi a urmat un master în Management Cultural în cadrul SNSPA București.